# Tapio Korjus
Seppo Tapio Aleksanteri Korjus (* 10. února 1961, Vehkalahti) je finský atlet, olympijský vítěz v hodu oštěpem.
Patřil dlouho mezi přední finské oštěpaře, ale nedosahoval mezinárodní úspěchy. Byl mistrem Finska v letech 1987 a 1988. Na olympiádě v Soulu neočekávaně zvítězil, když překonal mimo jiné Jana Železného. V současnosti působí jako trenér.